# Melissa Hill (Pornodarstellerin)

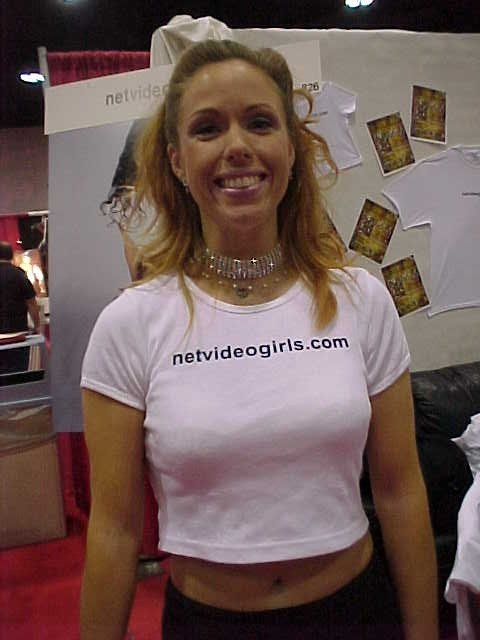
Melissa Hill bei der Erotica-Convention (2001)

Melissa Hill (* 8. Januar 1970 in San Francisco, Kalifornien als Lorrie Kizama) ist eine US-amerikanische Pornodarstellerin und -regisseurin der 1990er Jahre.

## Leben
Hill ist in der San Francisco Bay Area als älteste von drei Schwestern aufgewachsen. Sie arbeitete als Ballerina und Ballettlehrerin. 1993 wurde sie von Kaitlyn Hill in die Pornobranche eingeführt und wirkte in über 200 Filmproduktionen mit. Sie verwendete dabei die Künstlernamen Lauri, Lori, Melanie Hill, Melisa Hill, Melizza, Mellisa Hill, Mellissa Hill, Scarlet, Sunnie, Sunnie Paradise und Sunny. Während ihrer Filmkarriere hatte sie eine Beziehung mit dem schwedischen Pornoregisseur Nic Cramer.

## Auszeichnungen
- 1997: AVN Award „Best Actress Film“ in „Penetrator 2: Grudgefuck Day“[5]
- 1997: AVN Award „Best All-Girl Sex Scene - Film“ in „Dreams of Desire“ (zusammen mit Jill Kelly)[6]
- 1998: AVN Award „Best Supporting Actress - Film“ in „Bad Wives“[5]
- 2014: Aufnahme in die AVN Hall of Fame[7]
- 2015: Aufnahme in die XRCO Hall of Fame

## Filmografie (Auswahl)
- 1997: Bad Wives
- 1997, 1999: No Man’s Land 17, 26
- 1999: Nothing to Hide 3 & 4